# Општина Туфени (Олт)
Туфени (рум. Tufeni) општина је у Румунији у округу Олт.
Oпштина се налази на надморској висини од 130 m.